# Ipiranga (1854)
La cañonera Ipiranga fue un navío de la Armada del Imperio del Brasil que sirvió en la Guerra de la Triple Alianza. 

## Historia
Tercera embarcación de la marina brasileña en llevar ese nombre en homenaje al río histórico de ese nombre en el estado de São Paulo, fue construida en los astilleros del Arsenal de Marina de Río de Janeiro y botada el 23 de septiembre de 1854, incorporándose a la armada imperial el 19 de octubre de 1854 al mando del capitán teniente João Gomes de Aguiar.
La Ipiranga era un buque impulsado por una máquina de vapor con una potencia de 70 HP que le permitían alcanzar una velocidad máxima de 9 nudos.
Su eslora era de 39.04 m, manga de 5.52 m y un calado de 2.63 m, con un desplazamiento de 350 t. Montaba 7 cañones.
En 1855 asumió el mando el capitán teniente Vitório José Barbosa de Lomba y en 1861 el teniente 1° José Maximiliano de Melo e Alvim.
En 1862 al mando del teniente 1° Manuel Antônio Vital de Oliveira fue comisionado por el gobierno imperial para levantar una carta general de la costa, tarea que inició al sur de Río de Janeiro.

### Guerra del Paraguay
Al estallar la Guerra del Paraguay, el 30 de abril de 1865 zarpó del puerto de la Ciudad de Buenos Aires al mando del teniente 1° Álvaro Augusto de Carvalho integrando la escuadra comandada por el almirante Francisco Manuel Barroso da Silva y compuesta también por la fragata Amazonas (buque insignia), las corbetas Beberibe, Belmonte y Parnahyba y por las cañoneras Araguary, Mearim, Iguatemy y Jequitinhonha, que remontó el río Paraná iniciando el bloqueo del Paraguay a la altura de la localidad de Tres Bocas.

#### Batalla del Riachuelo

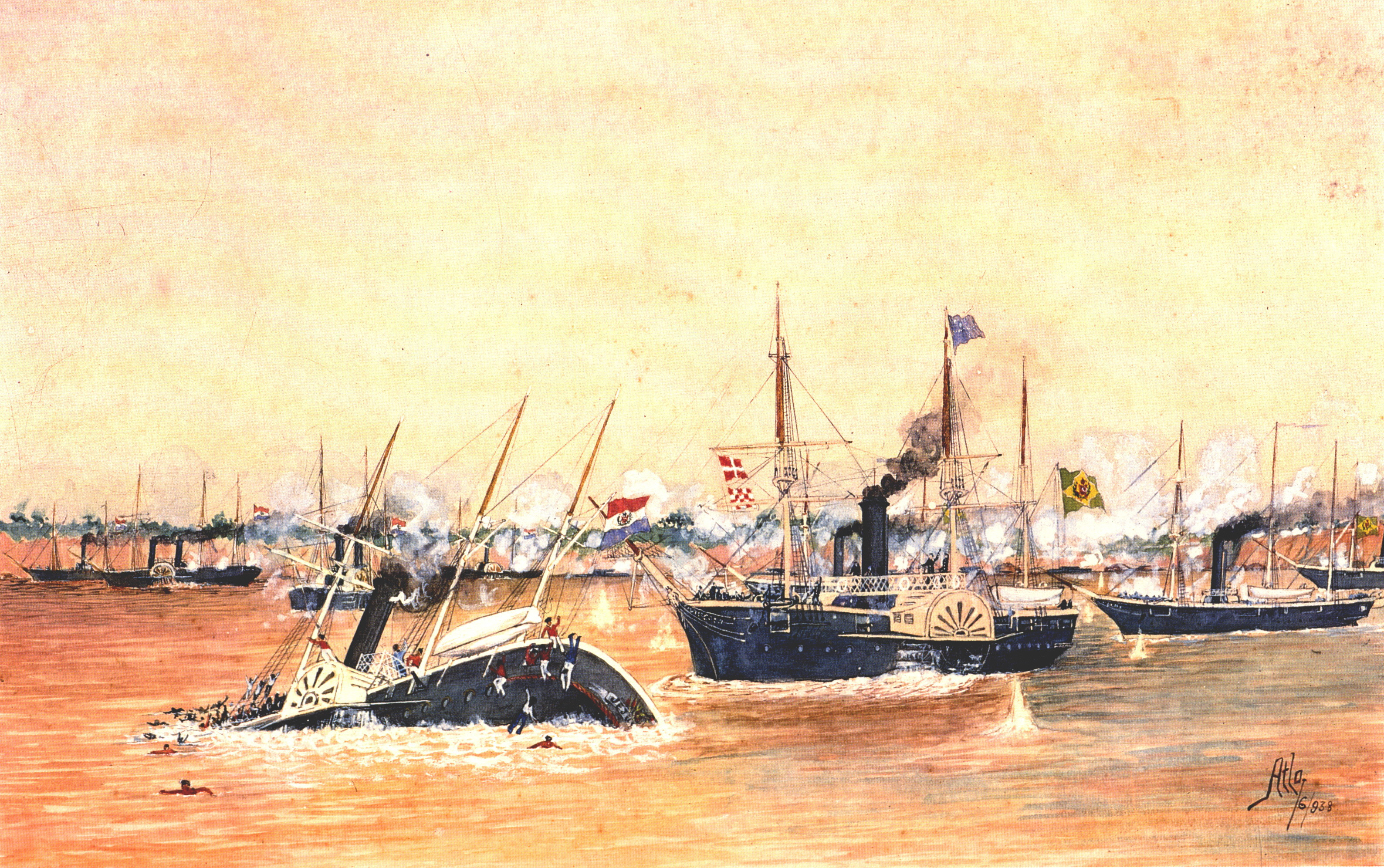
Batalla del Riachuelo.

El 10 de junio de 1865, la flota paraguaya estaba anclada en el río Paraguay, cerca de Humaitá.
Al mando del capitán de fragata Pedro Ignacio Mesa, a bordo del buque insignia Tacuarí (José María Martínez), estaba compuesta por los vapores Ygureí al mando del entonces teniente Remigio Del Rosario Cabral Velázquez, segundo de la escuadra, del Marquês de Olinda (teniente Ezequiel Robles), el Paraguarí (teniente José Alonso), Jejuí (teniente Aniceto López), Yporá (Domingo Antonio Ortiz), Salto Oriental (teniente Vicente Alcaraz) e Yberá (teniente Pedro Victorino Gill) y Pirabebe (teniente Tomás Pereira), y tres chatas artilladas.
La escuadra brasileña permanecía cerca de sus adversarios, surta sobre la costa del Chaco en las cercanías de la isla Barranquera. 
La flota paraguaya recibió órdenes de atacarla. Dada la superioridad de las fuerzas brasileñas, la única posibilidad de Mesa residía en la sorpresa. El plan era partir en las primeras horas de la madrugada río abajo con los motores apagados y las calderas encendidas y apenas sobrepasados los buques brasileños, retroceder y abordarlos. Pero desperfectos en la Yberá demoraron la partida hasta las 09:00 de la mañana del día 11 y el avance resultó más lento de los esperado por la necesidad de remolcar las chatas artilladas, por lo que la escuadra arribó a media mañana y fue detectada tempranamente por el Mearim por la escuadra imperial dándoles tiempo de prepararse y calentar calderas.
La escuadra brasileña estaba compuesta de dos divisiones con un total de 9 navíos y 1.113 hombres.
La Ipiranga integraba la 3° División comandada por el capitán de mar y guerra José Secundino de Gomensoro con insignia en el Jequitinhonha, mientras que la Amazonas actuaba como insignia de la escuadra y de su 2° División.
Mesa desechó el abordaje y abrió fuego, que fue respondido por la escuadra imperial. El Jejuí recibió graves daños al igual que las chatas, por lo que los paraguayos se refugiaron en el Riachuelo protegidos por las baterías de tierra y la fusilería de la infantería. 
El almirante Barroso hizo transmitir por señales a sus buques tres frases que serían célebres en la historia naval brasilera: "Brasil espera que cada hombre cumpla con su deber", "Atacar y destruir al enemigo tan cerca como sea posible" y "Mantener el fuego que la victoria es nuestra".
Su escuadra se dirigió entonces hacia el Riachuelo, pero el Amazonas se desvió de su rumbo seguido por el Jequitinhonha. El Belmonte quedó entonces adelantado de la línea bajo fuego cerrado de los paraguayos que le produjeron serias averías y lo obligaron a embicarse sobre la costa de la isla Cabral.
El Amazonas regresó rápidamente a su posición pero esta vez fue la Jeiquitinhonha la que quedó varada bajo el fuego enemigo de dos baterías. 
Mientras la escuadra brasileña seguía de largo río abajo hasta la isla Palomera para entonces retomar río arriba, el Parnahyba retrocedió en auxilio de la Jequitinhonha, pero el Tacuarí, el Marquês de Olinda, el Salto Oriental y el Paraguari dejaron la costa y se lanzaron contra el Parnahyba, que llegó a ser abordado por los tres primeros.
Pese a la resistencia de los marineros y la tropa que "peleaban solos, pues al retirarse el comandante a la sala de armas le siguieron todos los oficiales, las tropas del batallón 6º Nambi´i del Salto consiguieron afianzar su posición en el buque. Cuando la caída era inminente "llegó la Amazonas, y demás buques y nos salvaron. Guastavino fue nuestra providencia, porque él aviso al Almirante que la Parnahiba estaba abordada y que era preciso ir sobre los enemigos. Y es posible ir? dijo Barroso refiriñendose al río - Si señor, y allá vamos, dijo Guastavino, cargando el timón". 
La Jeiquitinhonha consiguió ser evacuada. Finalmente el Amazonas dio vuelta el resultado del combate asegurando la victoria brasileña. El 13 de junio, juzgando que resultaba imposible zafar la nave de su varadura fue incendiada.

#### Paso de Cuevas
Participó del combate de Paso de Cuevas, librado el 12 de agosto de 1865 por la flota argentino-brasileña al forzar ese paso de la provincia de Corrientes controlado por fuerzas paraguayas al mando de José María Bruguez.
En esa oportunidad, al Ipiranga le tocó cerrar la marcha de la escuadra aliada que en línea y devolviendo el fuego cruzó frente a las baterías enemigas a toda máquina, con excepción del vapor argentino Guardia Nacional que lo hizo lentamente como demostración de valor.
Tras forzar exitosamente el paso, habiendo recibido alrededor de treinta impactos pero sin bajas ni averías significativas, ancló con su división en el Rincón de Soto, cerca de Goya, permaneciendo estacionada esperando el avance del ejército.
Pasó luego a Buenos Aires para recibir el 16 de noviembre de 1865 a su nuevo comandante el capitán teniente Francisco José de Freitas participando luego de los movimientos de tropas del ejército imperial.

#### Itapirú
En la noche del 5 al 6 de abril de 1866, junto al Brasil, Iguatemy e Itajaí, cubrió el desembarco aliado en una isla vecina a la Fortaleza de Itapirú, donde se instaló una batería con 8 piezas de artillería que sumaron sus fuegos al intenso cañoneo desde la costa argentina (batería de Corrales) y la escuadra brasileña.
Participó de los bombardeos de abril sobre el fuerte y el 16 de abril de ese mes cubrió con el resto de la flota el desembarco de Paso de la Patria (Passo de Vitória) que dio inicio a la invasión del territorio paraguayo.

#### Acciones posteriores (1866)
El 13 de julio de 1866 fue atacada con un torpedo, falleciendo el teniente 1° Antônio María do Couto.
El 2 de septiembre participó de las operaciones logísticas y del bombardeo del Fuerte de Curuzú, previo a la batalla del siguiente día.
Ocupada la posición, la flota se concentró frente al fuerte capturado controlando el curso inferior del Río Paraguay y alistándose para el asalto a la siguiente posición paraguaya cerrando el camino a Asunción del Paraguay, el Fuerte de Curupayty.
El 22 de septiembre participó del ineficaz bombardeo del Fuerte de Curupayty previo a la Batalla de Curupayty en que el ataque terrestre de la Triple Alianza se estrelló contra las intactas trincheras y baterías paraguayas, supuestamente destruidas por la escuadra.

### Paso de Curupayty

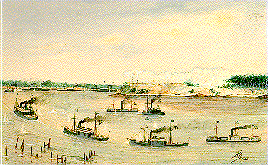
Pasaje de Curupayty

Tras la sangrienta batalla de Curupayty siguió un largo período de estancamiento. El nuevo Ministro de Marina Afonso Celso de Assis Figueiredo dispuso el relevo del almirante Tamandaré y su reemplazo por el vicealmirante Joaquim José Inácio de Barros, futuro vizconde de Inhauma, mientras que el mariscal de Caxias era nombrado comandante en jefe del ejército y armada brasileños.
Bartolomé Mitre que se había visto obligado por las guerras civiles a ausentarse en febrero de 1867, se reintegró al frente el 1 de agosto y presionó para forzar el paso de Curupayty mientras el ejército cerraba el cerco por tierra. El almirante brasileño consideraba la operación en extremo arriesgada por temor a las baterías paraguayas e innecesaria por juzgar que el flanqueo y cerco terrestre serían suficientes. 
Mitre impuso finalmente su posición dejando al arbitrio del almirante la organización y ejecución de la operación. 
Inácio designó para forzar el pasaje a los encorazados Brasil (buque insignia), Tamandaré, Colombo, Mariz e Barros, Cabral, Barroso, Herval, Silvado y Lima Barros, llevando a remolque las chatas acorazadas Cuevas, Lindóia y Riachuelo. 
Una segunda división compuesta por las cañoneras Ipiranga, Yguatemy, Majé, Parnahyba, Beberibé y Recife, y las bombarderas Pedro Afonso y Forte de Coimbra ocuparían la posición inicial de los encorazados y bombardearían las baterías de Curupayty cubriendo el avance. 
En las primeras horas de la mañana del 15 de agosto de 1867, la segunda división inició el bombardeo, dejando caer sobre las fortificaciones de Curupayty 665 proyectiles de artillería pesada. A las 6:00 la división encabezada por el Brasil levó anclas y marchó aguas arriba sin preocuparse de las descargas de la artillería y fusilería paraguayas.
Las bajas y daños fueron escasos. El más afectado fue el Tamandaré cuando una bala perforó el condensador de su máquina dejándolo inerte frente a las baterías paraguayas. 
Después de dos horas la división imperial había forzado exitosamente el paso y echaba anclas entre la fortaleza de Curupayty y la de Humaitá formando en dos líneas, la de vanguardia compuesta por el Silvado, Cabral, Lima Barros y Barroso y dando frente a Curupayty el Tamandaré, Colombo, Brasil, Herval y Mariz e Barros.

#### Acciones posteriores

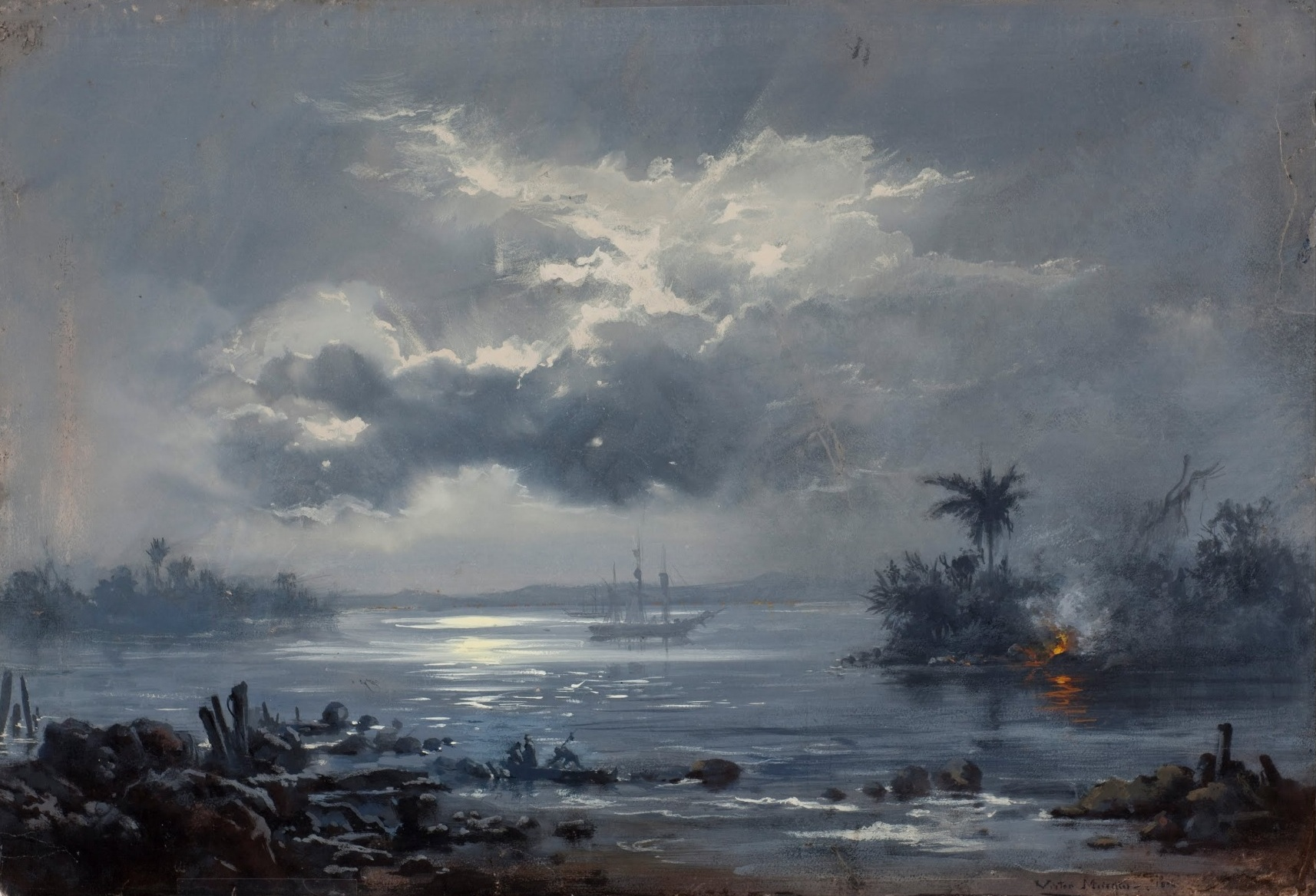
Pasaje de Humaitá

Tras el Paso de Curupayty (agosto de 1867) la escuadra aliada había quedado dividida. Entre el Fuerte de Curupayty y la Fortaleza de Humaitá permanecía la división de encorazados brasileños que había forzado el pasaje bombardeando sistemáticamente las posiciones enemigas y, sitiando Curupayty, el resto de la escuadra, incluyendo la Ipiranga. 
Finalmente el gobierno brasileño ordenó a sus reacios mandos forzar el Paso de Humaitá.
La noche del 18 de febrero de 1868 mientras la Ipiranga con el grueso de la escuadra brasileña iniciaba un violento bombardeo de distracción sobre Humaitá, una división reducida al mando de Delfim Carlos de Carvalho inició el pasaje de Humaitá con los encorazados Barroso, Bahía (buque insignia) y Tamandaré que llevarían apareados a babor a los monitores Rio Grande,  Alagoas y Pará.
El pasaje se realizaría con éxito y escasos daños, confirmando como infundados los temores del mando brasileño y, tras el inmediato pasaje de los puntos fortificados en Timbó y Laurel, abriría el camino al bombardeo de Asunción. El historiador Joaquim Nabuco afirmaría que "El paso de Curupayty (15 de agosto de 1867), una serie de victorias parciales y, sobre todo, el gran suceso del paso de Humaitá, son como rayo de luz en esta larga noche de ansiedades".
Ese año efectuó un relevamiento hidrográfico da lagoa Pires. 
El 6 de abril de 1868 el comandante Freitas fue reemplazado.
En 1880 se encontraba estacionaria en Pernambuco.